# Sophia Publications
Sophia Publications (créée le 1er janvier 1956 et dissoute en décembre 2020) est une maison d'édition française de revues et périodiques dont : Historia, L'Histoire, La Recherche et Le Nouveau Magazine littéraire.

## Histoire
Sophia Publications est créée en 1956. Son siège social est situé au no 74 de l'avenue du Maine dans le 14e arrondissement de Paris.
Sophia Publications était une filiale du Groupe Artémis, propriété de François-Henri Pinault,.
En avril 2014, la majorité du capital a été reprise par les investisseurs : Maurice Szafran, Thierry Verret et Gilles Gramat,. En automne 2014, Claude Perdriel prend le contrôle de la société,. Fin 2014 Sophia Publications est en difficulté, en partie en raison d'une baisse d'activité,.
Le 28 janvier 2015, elle est placée en redressement judiciaire mais obtient le 2 juin 2016 la signature d'un plan de continuation.
Le 13 décembre 2017, Claude Perdriel annonce acquérir 100 % des parts de Sophia Publications.
En juin 2020, l'enseignante et chercheuse en sciences et en histoire de l'éducation Laurence De Cock coordonne la revue de huit pages : L'Histoire Juniors
En 2021, les comptes et journaux de Sophia Publications sont intégrés dans les éditions Croque Futur du groupe Perdriel.

## Publications
Liste des parutions de la maison d'édition :
- L'Histoire, revue mensuelle créée en 1978, 31 cm (ISSN 0182-2411), OCLC 896858552, [présentation en ligne] ;
- L'Histoire Juniors, parution en ligne pour les 10-14 ans, depuis 2020, [présentation en ligne] ;
- Le NOUVEAU magazine Littéraire idées, sciences ;
- Festival Historia - Vivez l'Histoire ! ;
- Concours Génération Développement Durable (CGD2) ;
- Le Magazine Littéraire ;
- Cooperative Research Innovation Conference (CRIC) ;
- Familivre ;
- Les bons mots de l'Histoire ;
- Les Clés de l'Histoire ;
- Le Miroir de l'Histoire ;
- J'♥ l'Histoire / J'aime l'Histoire ;
- Aimer l'Histoire ;
- L'Album de notre Famille ;
- Quiz Cult' ;
- Les Dossiers de la santé ;
- Tremplin Doctorants ;
- Forum: Recherche, Valorisation, Innovation ;
- Historia ;
- Prix des Grands Lecteurs ;
- Actualité d'Hier, Histoire d'aujourd'hui ;
- Le Prix La Recherche ;
- Historia Télé / Historia TV ;
- La recherche.